# Cmentarz wojenny nr 145 – Gromnik
Cmentarz wojenny nr 145 w Gromniku – zabytkowy cmentarz z I wojny światowej znajdujący się we wsi Gromnik w województwie małopolskim, w powiecie tarnowskim, w gminie Gromnik. Jest jednym z 400 zachodniogalicyjskich cmentarzy wojennych zbudowanych przez Oddział Grobów Wojennych C. i K. Komendantury Wojskowej w Krakowie. W VI okręgu tarnowskim cmentarzy tych jest 63.

## Opis cmentarza
Projektantem był Heinrich Scholz. Cmentarz stanowi osobną kwaterę w ramach cmentarza parafialnego. Znajduje się w jego środkowej części. Ogrodzenie stanowi płot wykonany ze stalowych płaskowników umieszczonych na betonowych słupkach. Wejście przez metalową, dwuskrzydłową furtkę. Głównym elementem ozdobnym jest obelisk z umieszczoną z przodu płaskorzeźbą przedstawiającą hełm hoplity. W tylnej części obelisku umieszczono napis: „MCMXIV – MCMXV”. Kwatera cmentarna ma kształt litery T. Mogiły ustawione są w kilku rzędach i posiadają betonowe stele z imiennymi tabliczkami poległych. Stele zwieńczone są żeliwnymi krzyżami. Jest kilka rodzajów tych krzyżów.

## Polegli
W 15 grobach zbiorowych i 38 pojedynczych pochowano:
- 131 żołnierzy austro-węgierskich
- 14 żołnierzy rosyjskich.

Z tabliczek umieszczonych na stelach wynika, że pochowani tutaj żołnierze armii austro-węgierskiej pochodzili z bardzo wielu oddziałów frontowych, a zginęli w roku 1914 i 1915. Gromnik stanowił ważny węzeł w austriackich planach obronnych, walki odbywały się tutaj zarówno jesienią w 1914 roku, jak i w maju 1915 roku. Ponadto na cmentarzu tym pochowano nie tylko żołnierzy poległych w Gromniku, ale także tych, którzy byli ranni na innych polach bitew i zmarli podczas transportu (przez Gromnik przechodzi linia kolejowa). Z 14 pochowanych tutaj żołnierzy armii rosyjskiej zidentyfikowano tylko dwóch. Walczyli w 278. hatczyńskim oraz 280. syrskim pułku piechoty.
Cmentarz był odnowiony w 2003 roku ze środków państwowych.

## Galeria

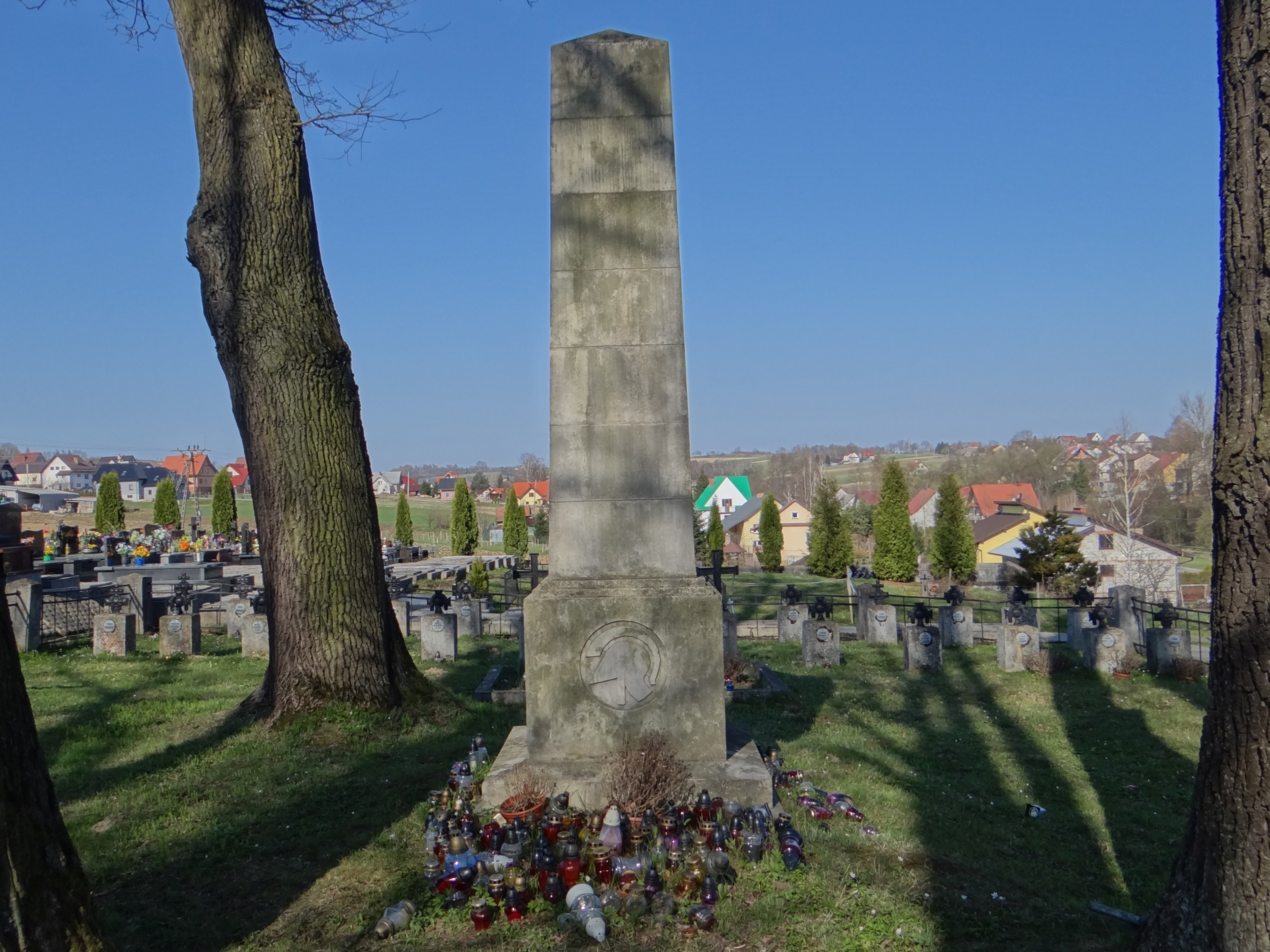
Pomnik centralny
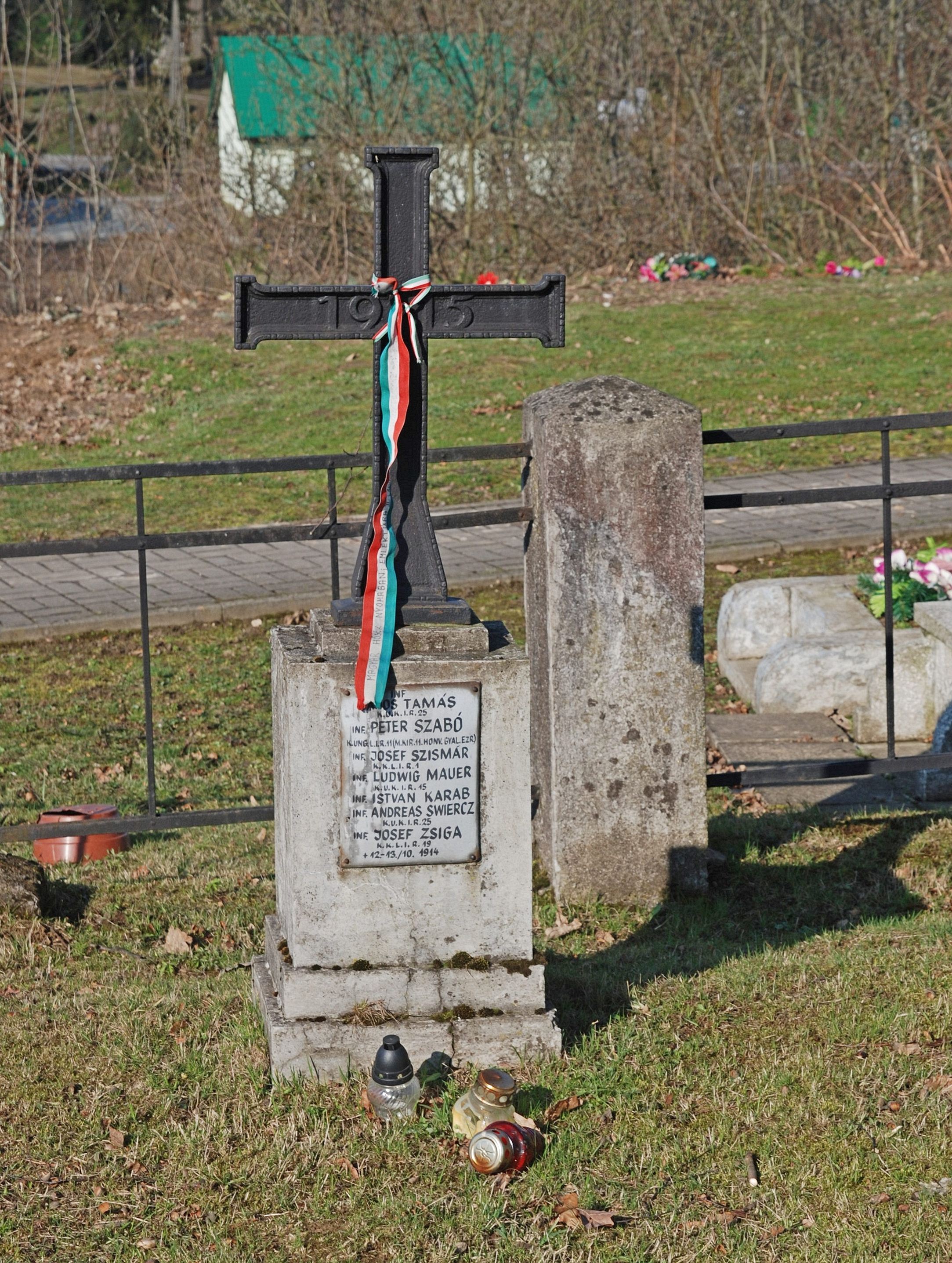
Krzyż austriacki
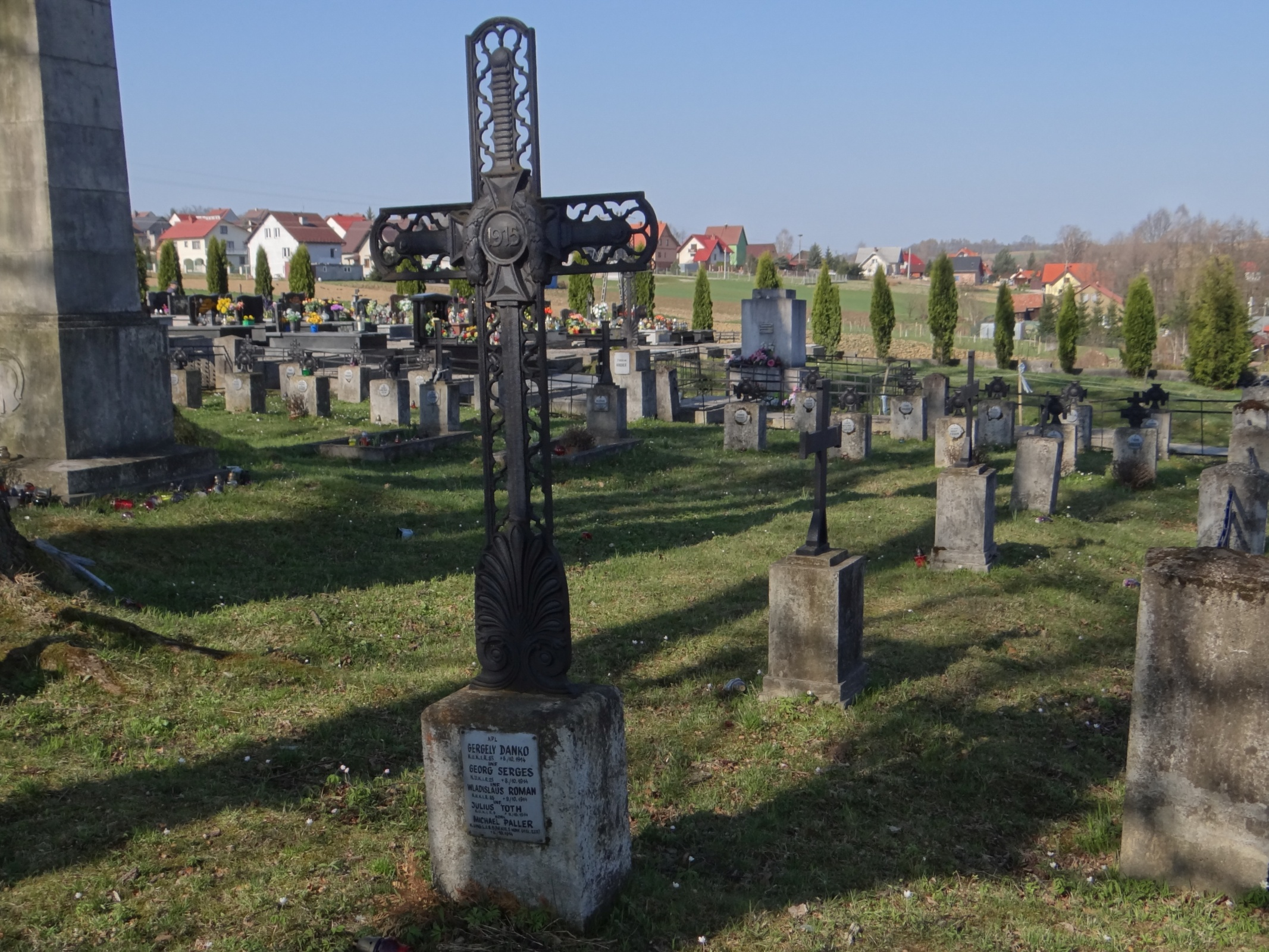
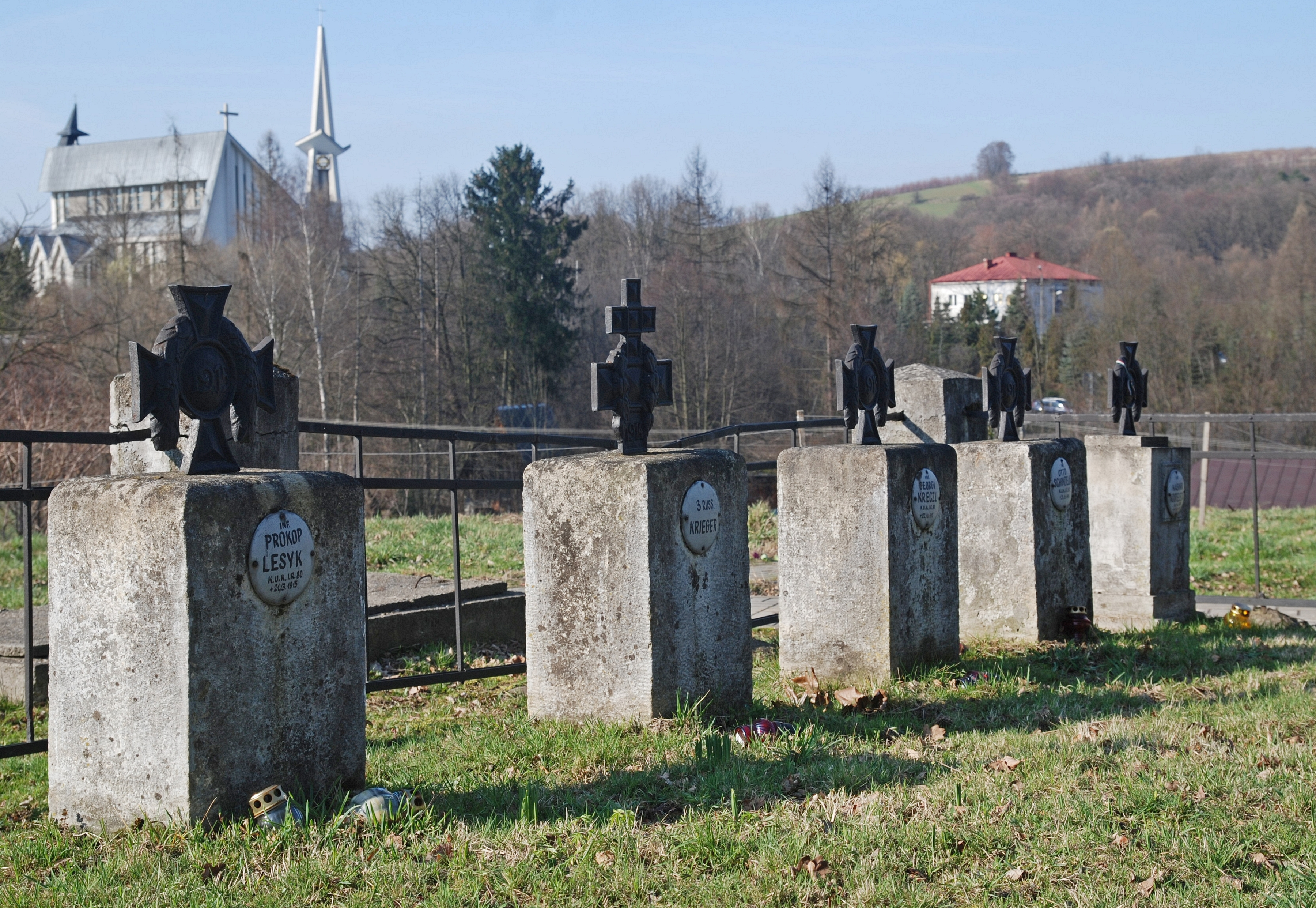
Fragment cmentarza
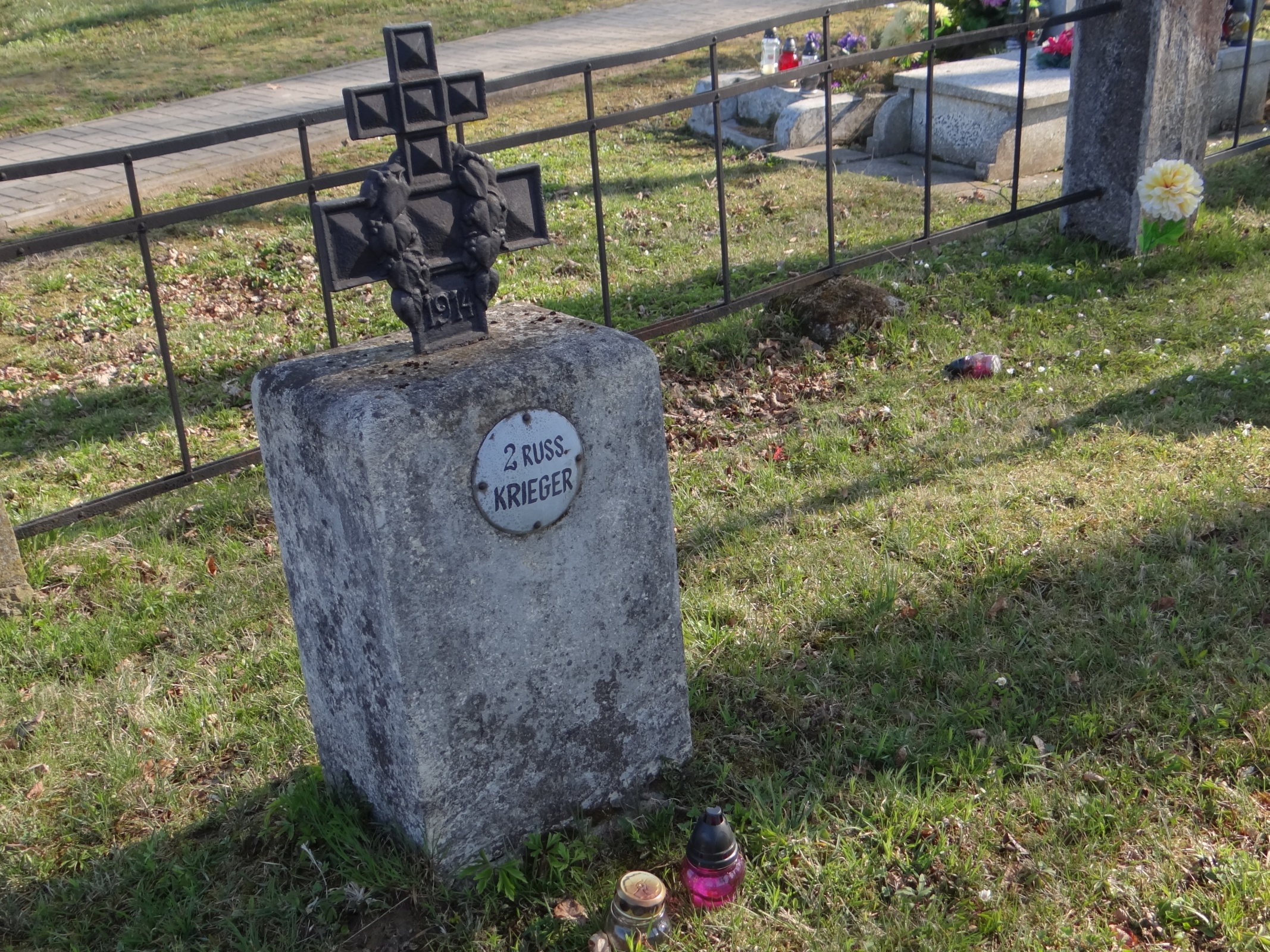
Mały krzyż rosyjski
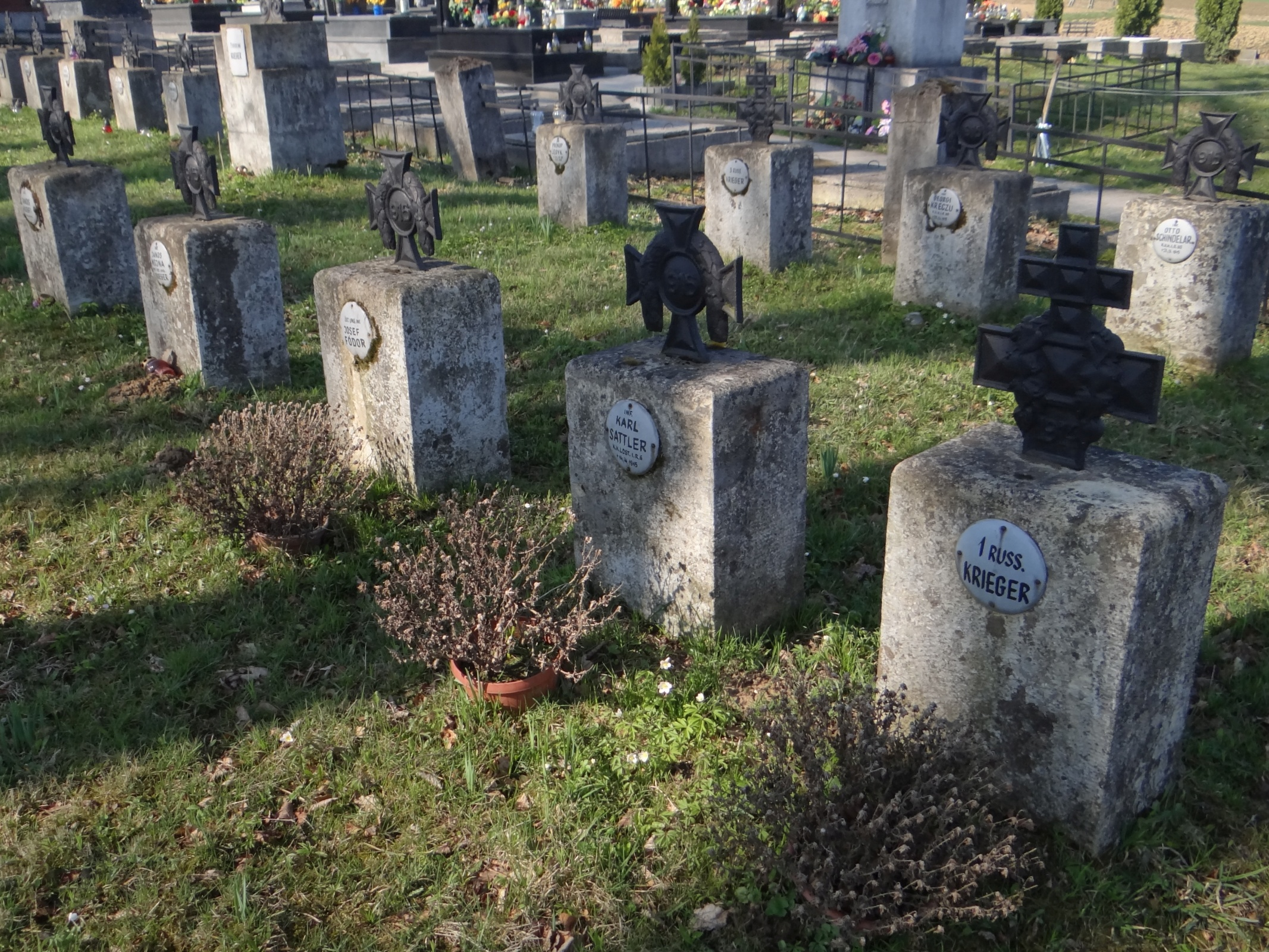
Fragment cmentarza